# اچ‌ام‌اس کمبریج (۱۶۹۵)
اچ‌ام‌اس کمبریج (۱۶۹۵) (به انگلیسی: HMS Cambridge (1695)) یک کشتی بود که طول آن ۱۵۶ فوت (۴۷٫۵ متر) بود.